# Chrysosoma kamerunense
Chrysosoma kamerunense är en tvåvingeart som beskrevs av Becker 1923. Chrysosoma kamerunense ingår i släktet Chrysosoma och familjen styltflugor. Inga underarter finns listade i Catalogue of Life.